# Linija kontrole
Nadzorna linija ([Line of Control] Napaka: {{Jezik-xx}}: prečrkovanje latn besedila (pomoč)) je razmejitvena črta, ki označuje dejansko mejo med dvema vojaškima ali policijskima nadzoroma določenega teritorija.

## Opis
Izraz  nadzorna linija  se nanaša na 740 km dolgo vojaško linijo nadzora med Indijo in Pakistanom v regiji Kašmir. Prvotno znana kot linija pekinitve ognja v prvi indijsko-pakistanski vojni (prva vojna v Kašmirju) v času 1947–49, se je ta LoC preimenoval po premirju v bangladeški vojni ali (drugi indijsko-pakistanski vojni) dne 17. decembra 1971 in po Sporazumu iz Šimle iz 2. julija 1972. Indija svoj del na spornem ozemlju označuje kot Džamu in Kašmir, del pod pakistanskim nadzorom pa imenuje Kašmir pod Pakistansko upravo (oziroma okupacijo). Na drugi strani Pakistan ne priznava indijske suverenosti niti nad ozemljem, ki je trenutno pod indijsko kontrolo in ga imenuje Okupirani Kašmir, medtem ko ozemlje pod svojo kontrolo imenuje Ázád Kašmir (Svobodni Kašmir). Pakistan sicer ne obravnava Kašmirja kot dela svojega ozemlja, ampak trdi, da bi se morali o usodi Kašmirja svobodno odločati njegovi prebivalci. Ázád Kašmir uživa v okviru Pakistana določeno avtonomijo.
Linija prekinitve ognja med Indijo in Ljudsko republiko Kitajsko na območju Aksaj Kitajske se imenuje Linija dejanskega nadzora (LAC). Indija in Pakistan se še naprej sklicujeta na njuno suverenost nad celotnim ozemljem Kašmirja.

## Vojne
LoC je bil prizorišče treh vojn med Indijo in Pakistanom leta (1948, 1965 in 1971). S Sporazumom iz Šimle je bila ustanovljena Skupna pakistansko-indijska vojaška komisija, ki je skrbno pregledala in kartografirala LoC, ki je bila tako priznana kot začasna dejanska meja. Aprila 1984 je indijska vojska s helikopterji prvič napotili vojake v Siačenski spopad na ledenik Siačen, da bi si zagotovila dostop v Ladak in Leh, nakar so tudi Pakistanci na ledenik spustili svoje čete. S sporazumom iz Šimle se LoC konča pri koordinatah NJ9842 na robu ledenika Siačen približno 100 km od Kitajske meje. Nazadnje sta se Indija in Pakistan spopadli v Kargilski vojni na LoC leta 1999, ko so Pakistanci izvedli vrsto resnih napadov v območju Kargila. Sicer pa ves čas prihaja do topniških dvobojev vzdolž LoC. Indijska stran je vzdolž LoC postavila ograjo visoko do 3,5 m, ki poteka skozi rodovitno ravnico, ki se deloma tudi namaka. Od leta 1949 imajo Združeni narodi v obmejnem območju Opazovalno misijo (UNMOGIP).

## Spletne povezave
- Manning & monitoring Line of Control iz spletne strani indijskega Ministrstva za zunanje zadeve